# Wiyot

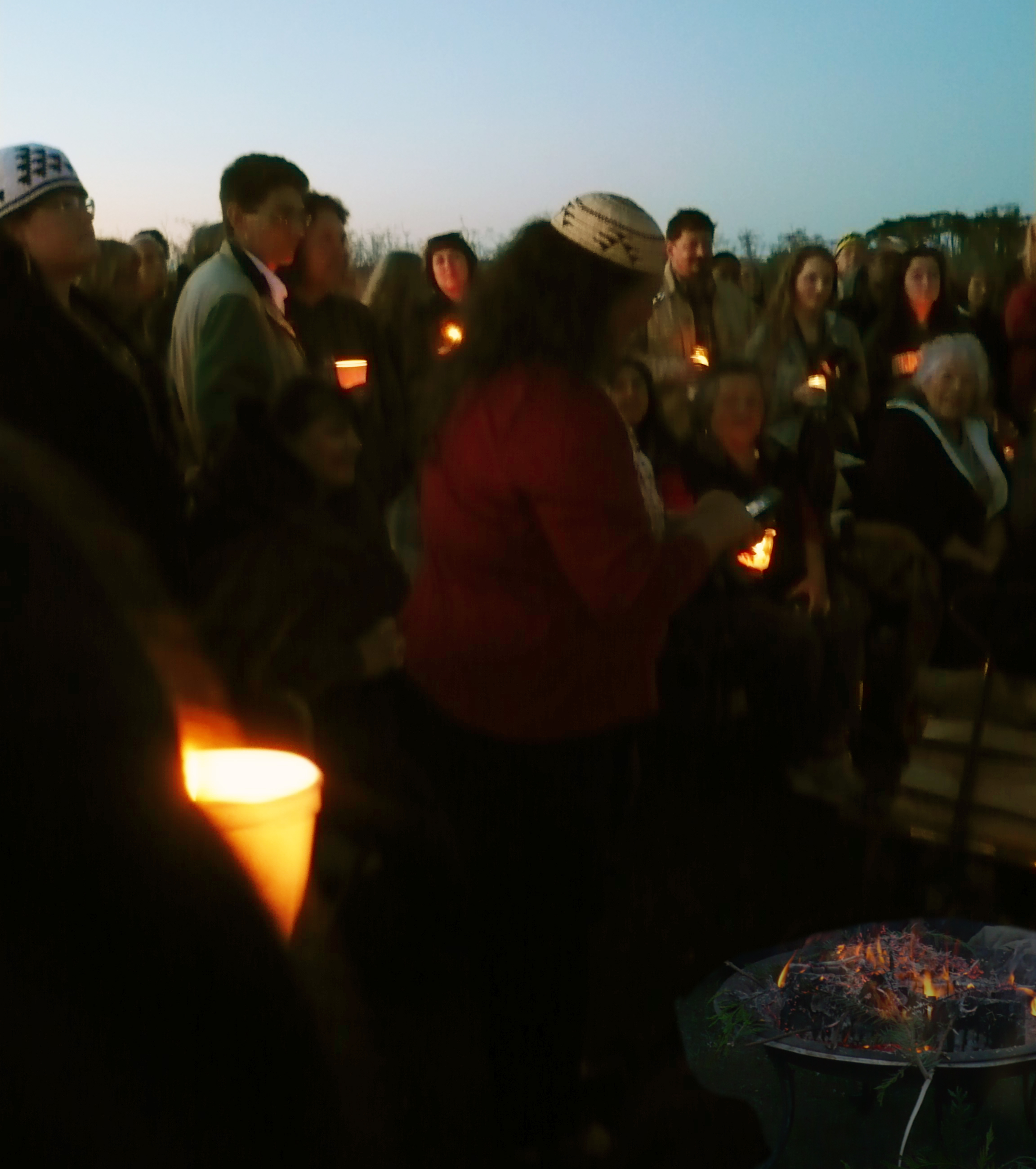
Los ancianos wiyot en una vigilia

Los wiyot son una tribu india ritwan, del tronco macroalgonquiano (lenguas algonquinas) relacionada con los yurok, y también llamados Dilwishne, Humboldt Bay, Sulatelik y Wishosk. 

## Localización
Vivían en el bajo río Mad y Eel, y en la bahía de Humboldt (California), divididos en los grupos Batawat, Wiki y wiyot. Tienen una reserva propia en California.

## Demografía
En 1770 probablemente eran 1.200 individuos, y mil en 1800, pero bajaron a 200 en 1880 i a 100 en el censo de 1910. Su lengua sólo tenía un parlante en 1961. Según el censo de 2000, había 444 puros, 60 mezclados con otras tribus, 149 mezclados con otras razas y 21 con otras razas y tribus. En total, 674 individuos.
Según datos de la BIA de 1995, en la ranchería Blue Lake de California vivían 85 personas (39 sólo en el rol tribal), y en la de Table Bluff (California) 243 (239 en el rol tribal).

## Costumbres
Raramente usaban el océano para subsistir o navegar, y preferían las aguas tranquilas. Principalmente eran pescadores de salmones en los ríos y en la costa, donde recolectaban moluscos y conchas y atrapaban mamíferos terrestres.
Sus poblados constaban de cuatro a doce casas, probablemente para 30 personas. También tenían campamentos alejados, con una o dos viviendas. Además tenían casas de sudor, empleadas para dormir, trabajar y entretenerse, con baños de vapor rectangulares y purificaciones. Sus casas y canoas estaban hechas de madera de secoya.
Medían la riqueza por la posesión de conchas, cuchillos largoshechos de obsidiana, plumas de pájaros carpinteros y pieles de ciervo albino, así como otros objetos. 
No tenían caudillos ni vestigios individuales de autoridad política, pero económicamente influían los consejeros. Las disputas, e incluso los asesinatos, se solucionaban con el pago de conchas dentadas. Sus chamanes eran casi siempre mujeres. Adquirían sus poderes en la cima de una montaña durante la noche. Algunos chamanes sólo diagnosticaban enfermedades, otros curaban chupando sangre o manejando objetos relacionados con la enfermedad.
Aunque pertenecían al área cultural de la costa del Noroeste, su religión contenía elementos de la cultura de California central, que incluía un dios creador y muchos caracteres animales.

## Historia
No tuvieron contacto con los blancos hasta la fiebre del oro californiana de 1849. Muy relacionados con los yurok, el 26 de febrero de 1860 sufrieron la masacre de Humboldt Bay, que casi los exterminó.
En 1908 los supervivientes obtuvieron una reserva de 30 acres en Table Bluff.  De 1960 a 1975 les aplicaron la Termination, pero en 1981 volvieron a ponerse bajo tutela de la BIA, quien donó 120 acres más a la reserva. Y en 1982 aplicaron una constitución tribal. Hacia 2000 el portavoz tribal era Cheryl Seidner.